# 弥生町

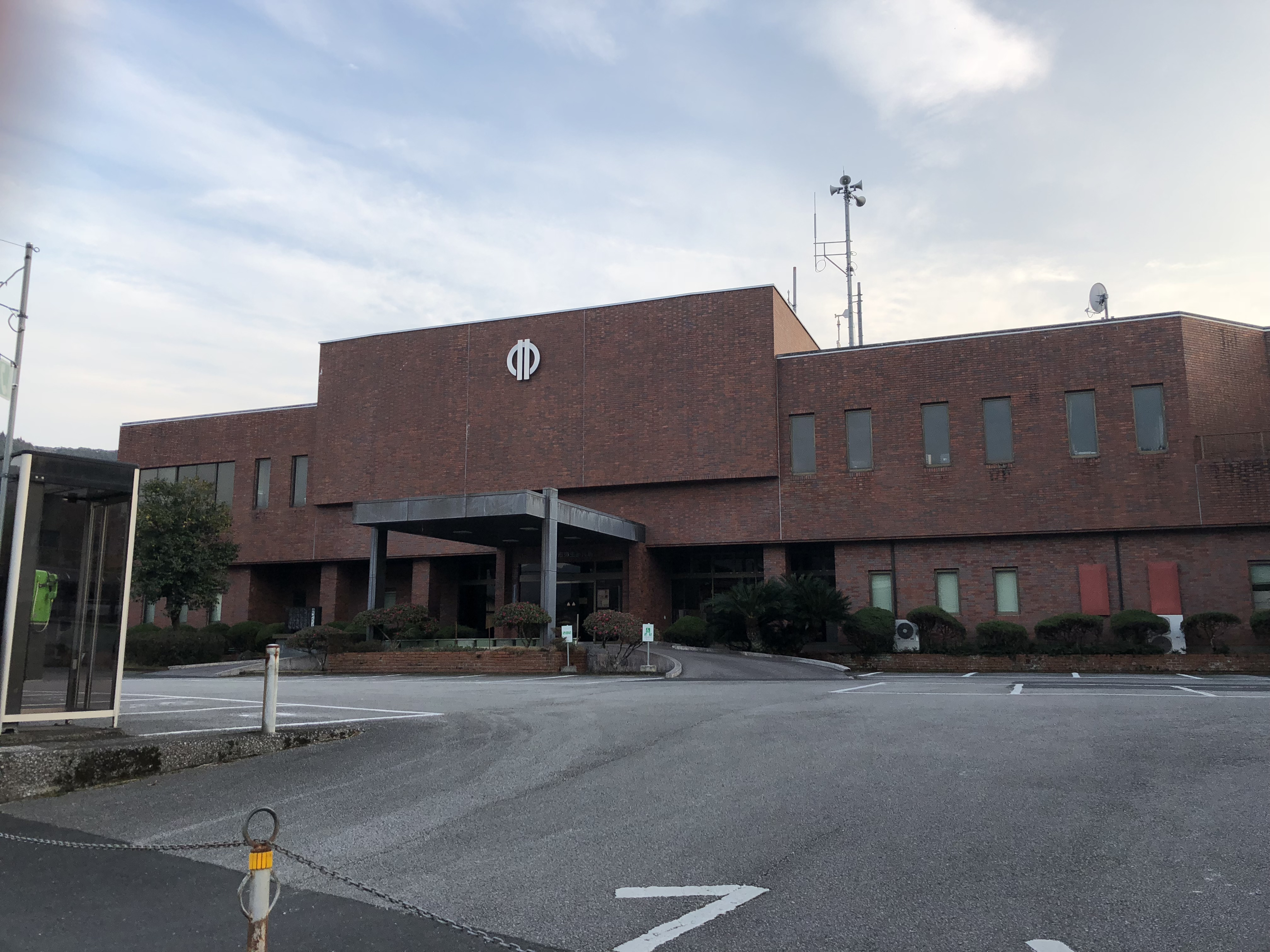
弥生町役場庁舎（昭和53年完成）

弥生町（やよいまち）は、大分県の南東部にあった南海部郡の町。
2005年（平成17年）3月3日に佐伯市と南海部郡5町3村は合併し佐伯市となり、自治体としては廃止された。

## 地理
- 山：尺間山、栂牟礼山
- 河川：番匠川

## 歴史
- 1956年（昭和31年）2月1日 - 明治村、上野村、切畑村の合体合併により昭和村となる。
- 1957年（昭和32年）4月1日 - 名称変更により弥生村となる。この村名は当時の大分県知事、木下郁によって名付けられた[1]。
- 1966年（昭和41年）2月1日 - 町制施行により弥生町となる。
- 2005年（平成17年）3月3日 - 佐伯市と南海部郡5町3村が吸収合併し佐伯市となり、自治体としては廃止。

## 行政
- 町長：一瀬茂亀（1991年 - 2005年）

## 一村一品
平松守彦元大分県知事が提唱した「一村一品運動」で、以下の特産品が弥生町の「一村一品」に指定されていた。
- 菊
- 焼アユ
- しいたけ
- カボス
- いちご
- ハウスみかん
- にら

## 教育

### 中学校
- 弥生町立昭和中学校

### 小学校
- 弥生町立明治小学校
- 弥生町立上野小学校
- 弥生町立切畑小学校

## 商業

### スーパー
- マルミヤストア弥生店
- アラマート弥生店

### コンビニ
- ファミリーマート弥生井崎店
- セブンイレブン佐伯弥生店
- セブンイレブン弥生切畑店

## 交通

### 鉄道路線
- 九州旅客鉄道日豊本線が通っているが町内に駅はない。

### 道路
国道
- 国道10号
- 国道217号

主要地方道
- 大分県道35号三重弥生線
- 大分県道36号佐伯津久見線

一般県道
- 大分県道219号佐伯弥生線
- 大分県道605号床木海崎停車場線

道の駅
- やよい

## 名所・旧跡・観光スポット・祭事・催事

### 祭り
- やよい菜の花まつり
- 番匠川川まつり
- やよいコスモスまつり

### 観光スポット
- 道の駅やよい
- 番匠川河川公園